# Günser Zeitung
Die Günser Zeitung war eine deutschsprachige Wochenzeitung, die von 1882 bis 1938 in Kőszeg (dt. Güns) in Österreich-Ungarn und später im Königreich Ungarn erschienen ist. Zusammen mit dem Pester Lloyd und der Oedenburger Zeitung gilt sie als eine der bedeutendsten deutschsprachigen Zeitungen Ungarns. Sie bot ihren Lesern politische, wirtschaftliche und kulturelle Berichte. Als ihr Vorgänger wird von der Forschung der Günser Anzeiger (1874) des Herausgebers Julius Feigl angesehen. Infolge des Aufstiegs des Nationalsozialismus änderte das Blatt in den 1930er Jahren seine bis dahin gemäßigte politische Ausrichtung: Ab 1938 propagierte die Redaktion als Sprachrohr der Volksdeutschen Kameradschaft in Ungarn das deutsche „Volksprogramm“. Nur wenige Monate später wurde die Günser Zeitung jedoch eingestellt, als ihr Chefredakteur Georg Goldschmidt ab Januar 1939 die Redaktion des gleichgeschalteten Deutschen Volksboten (1935–1944) in Budapest übernahm.